# Saulty
Saulty település Franciaországban, Pas-de-Calais megyében. Lakosainak száma 761 fő (2022. január 1.). Saulty Barly, Bavincourt, Coullemont, Couturelle, Gaudiempré, La Herlière, Sombrin, Warlincourt-lès-Pas és Lucheux községekkel határos.

## Népesség
A település népessége az elmúlt években az alábbi módon változott:
| Lakosok száma | 750  | 763  | 775  | 765  | 770  | 775  | 771  | 767  | 761  |
|               | 2013 | 2015 | 2016 | 2017 | 2018 | 2019 | 2020 | 2021 | 2022 |